# Споднє Грушовє
Споднє Грушовє (словен. Spodnje Grušovje) — поселення в общині Словенське Коніце, Савинський регіон, Словенія. Висота над рівнем моря: 339,5 м.